# Épichérème
Un épichérème est un syllogisme dans lequel une ou plusieurs prémisses sont renforcées par une explication, une preuve ou une définition. Le philosophe grec Théophraste, élève et successeur d’Aristote, a écrit un traité intitulé De l’Épichérème, en dix-huit livres
Exemple
- Majeure : Tous les hommes sont sujets à l’erreur. Qui n’a jamais oublié un anniversaire, trébuché...
- Mineure : Or un Roi est un homme comme les autres
- Conclusion : Donc le roi peut se tromper

## Histoire du concept
L’école de Socrate avait adopté une manière d’argumenter qui procède par induction ; Théophraste donna la préférence à l’épichérème. 